# Uitklapbed

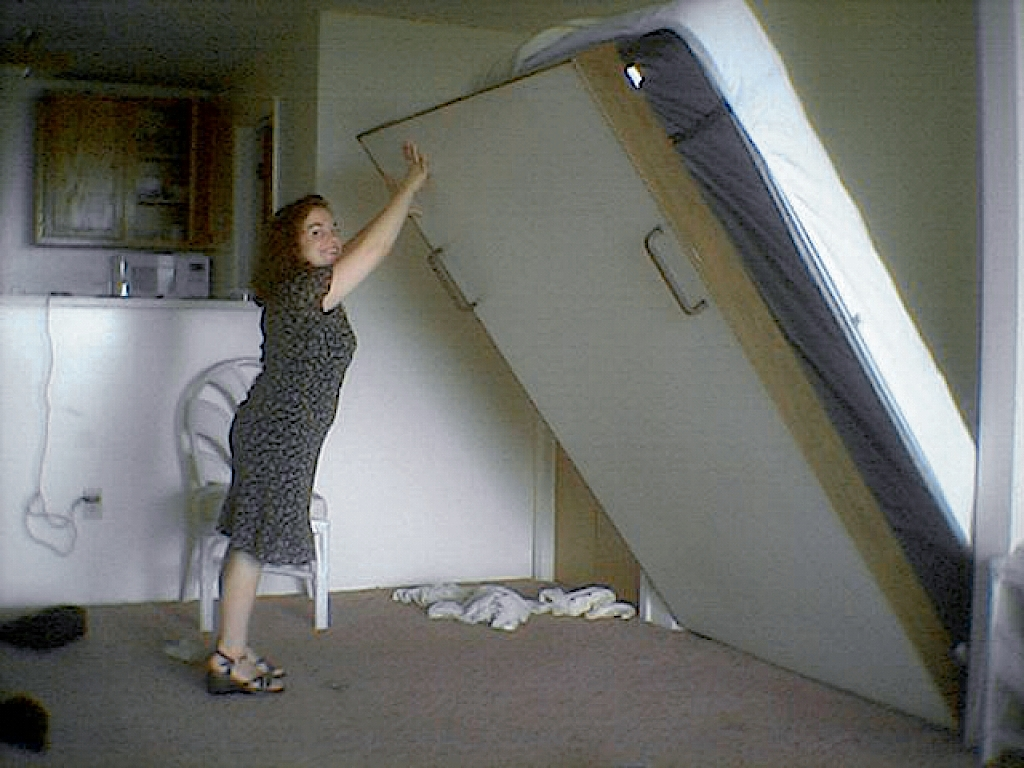
Een dame demonstreert een opklapbed

Een uitklapbed (ook: opklapbed) is een type bed dat kan worden uitgeklapt als het gebruikt gaat worden en ingeklapt als het niet meer wordt gebruikt.
Veelal is zo'n bed een onderdeel van een kast. Het bed wordt dus verticaal opgeborgen waarbij de bodem dienstdoet als wand. Door het bed uit te klappen komt het horizontaal op de vloer te staan zodat het gebruikt kan worden.
Een uitklapbed is een bed voor kleinbehuisden en voor logeerkamers.